# Hydrangea
Hydrangea L. è un genere di piante angiosperme della famiglia Hydrangeaceae.

## Etimologia
Il nome scientifico di questo genere (Hydrangea) risale ufficialmente a Linneo che lo descrisse nell'opera Species Plantarum (1753) con queste parole:
Hydrangea. Gron. virg. 50.
Habitat in Virginia. - Frutex ex ordine Arbustivarum XIX, foliis oppositis, floribus in cymam digesti
trad: Hydrangea. Gron[ovius] [Flora] virg[inica] 50
Vive in Virginia. - Frutice dell'ordine XIX delle arbustive, a foglie opposte, fiori raccolti in cima.
Linneo stesso, come si vede, si rifà per questa pianta all'opera Flora Virginica (1739) del botanico olandese Gronovius, che è stato quindi probabilmente il primo a usare il nome scientifico Hydrangea. Tale nome viene dal greco antico ὕδωρ?, hydōr ("acqua") e ἄγγος, angos ("vaso") e quindi significa «vaso d'acqua», per la forma dei frutti simili a coppe per l'acqua.
Il nome volgare di ortensia deriva da un altro nome scientifico dello stesso genere, Hortensia, che gli fu attribuito dal naturalista Philibert Commerson che la "scoprì" nel 1771 durante un lungo viaggio di studio a Bougainville, in Asia e in Madagascar. Sembra che il nome sia stato dato in onore della signora Nicole-Reine Lepaute, familiarmente chiamata appunto Ortensia; ma la cosa non è appurata con certezza.
Le due scoperte, una in Nordamerica, l'altra in Asia, corrispondevano a due specie diverse, ma le due specie furono riconosciute come appartenenti a uno stesso genere. Per il criterio di precedenza, prevalse il nome Hydrangea (ufficializzato nel 1753) su Hortensia (ufficializzato solo nel 1773). Il secondo nome, tuttavia, è rimasto nell'uso popolare come nome volgare, a spese del primo.

## Descrizione

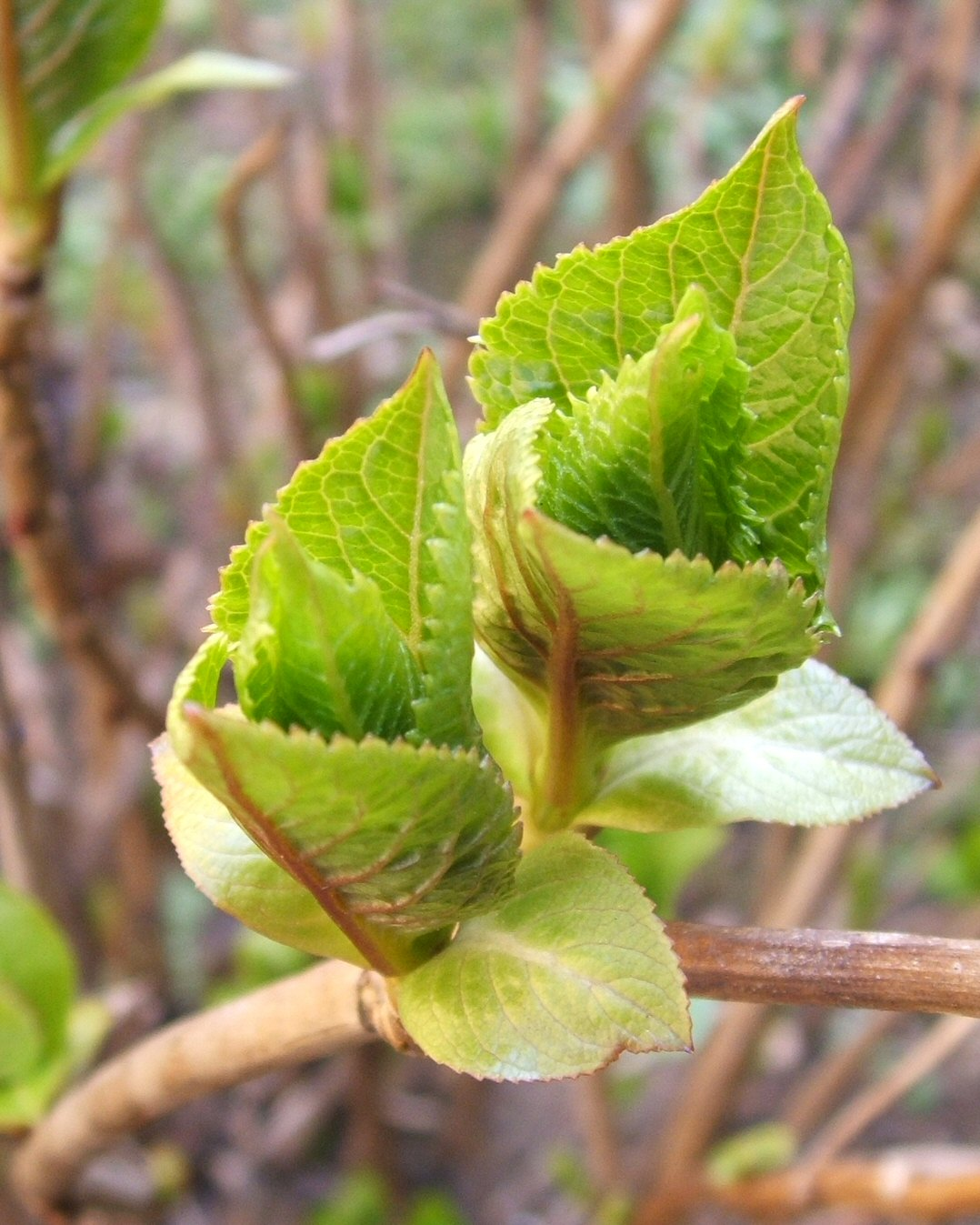
Germoglio

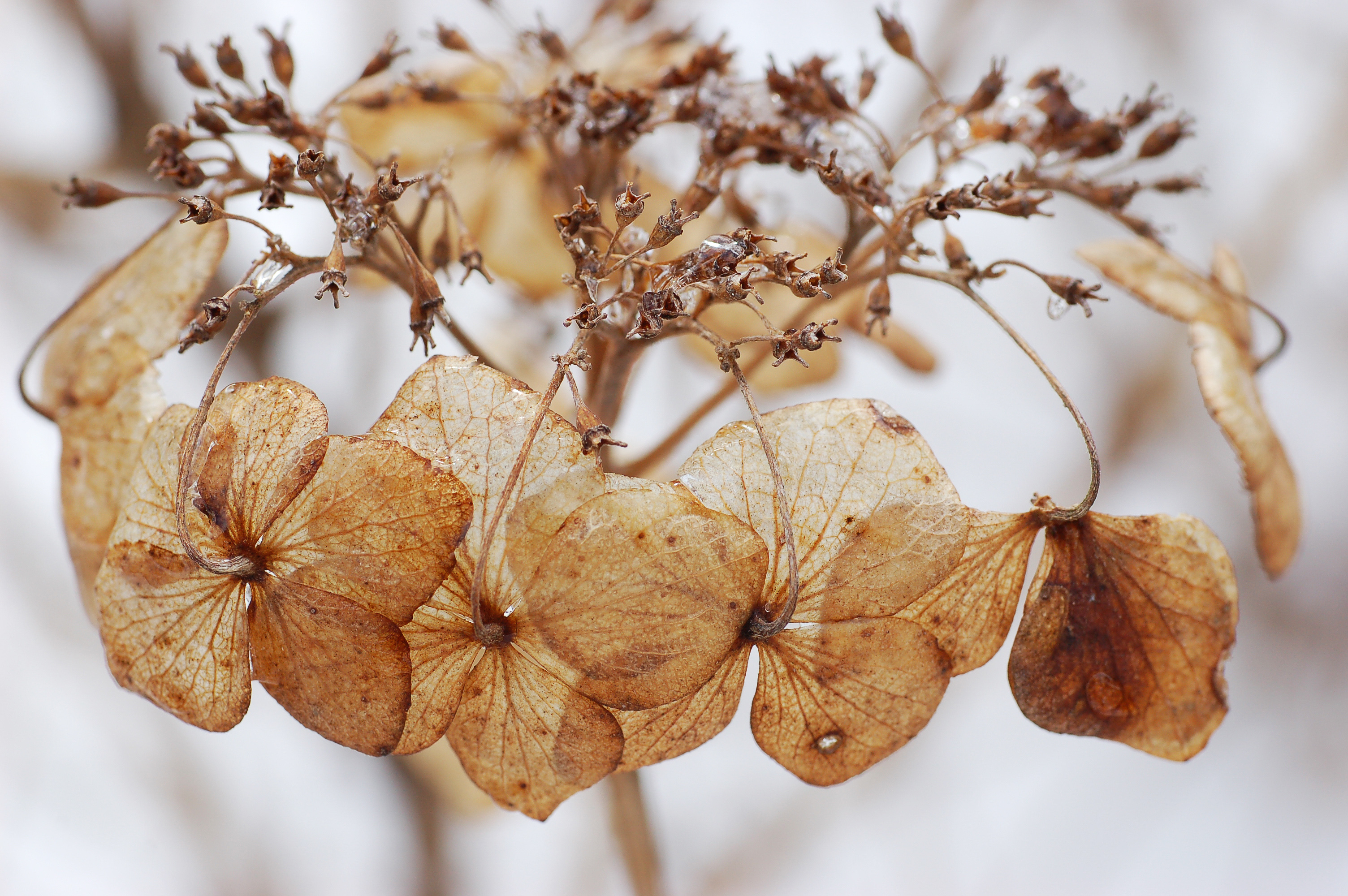
Fiori essiccati di Hydrangea macrophylla

Il genere comprende diverse specie di piante legnose arbustive. La particolarità di questa pianta sono i fiori, riuniti in infiorescenze più o meno sferiche, dette corimbi o pannocchie, che portano fiori per lo più sterili, soprattutto quelli esterni, per cui sono sostituiti dai sepali, grandi e petaliformi, mentre le altre parti fiorali sono abortite.

### Colore e acidità del suolo
Nella maggior parte delle specie i fiori sono bianchi, ma in alcune (come H. macrophylla), possono essere blu, rossi, rosa, violetto o viola scuro. Questi cambiamenti si devono al differente pH del suolo. 
In particolare per la H. macrophylla e la H. serrata se il terreno è acido (pH inferiore a 6) si avranno fiori tendenti al blu. se invece è basico/alcalino (pH superiore a 6) i fiori saranno rosati.
Il cambiamento è dovuto al pigmento del fiore che è sensibile alla presenza di ioni d'alluminio.

## Distribuzione e habitat
Il genere è particolarmente rappresentato nella flora naturale della Cina ma comprende anche specie di altre regioni dell'Asia orientale (p.es. Hydrangea petiolaris in Giappone e Corea, Hydrangea kawakamii endemica di Taiwan, Hydrangea anomala nell'Himalaia fino alla Birmania ecc.).
Inoltre appartengono a questo genere alcune specie americane, sia nella parte Nord (p.es. Hydrangea arborescens negli USA orientali) che più a sud (p.es. Hydrangea peruviana in Sudamerica e aree adiacenti dell'America Centrale).

## Tassonomia

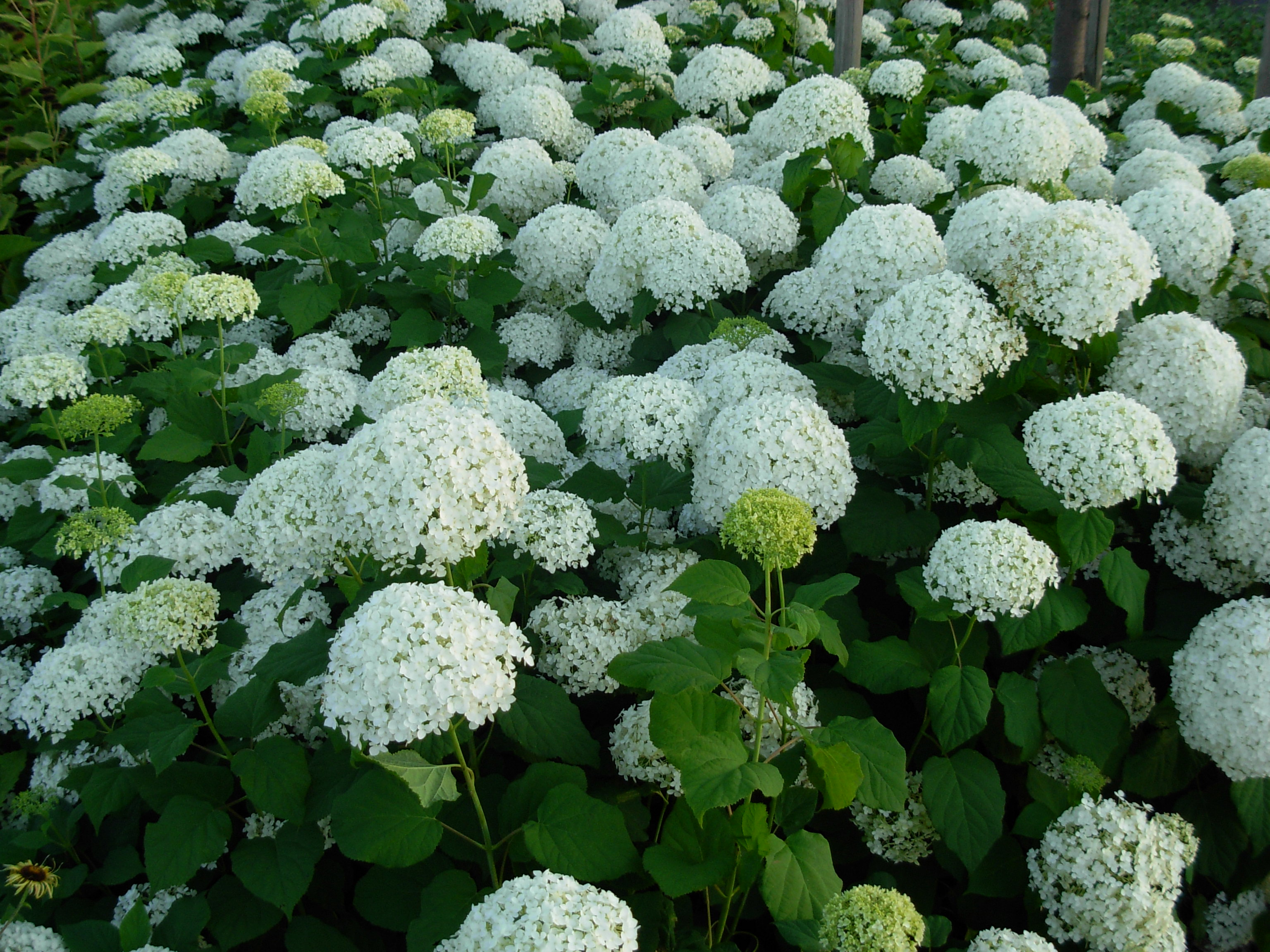
Hydrangea arborescens

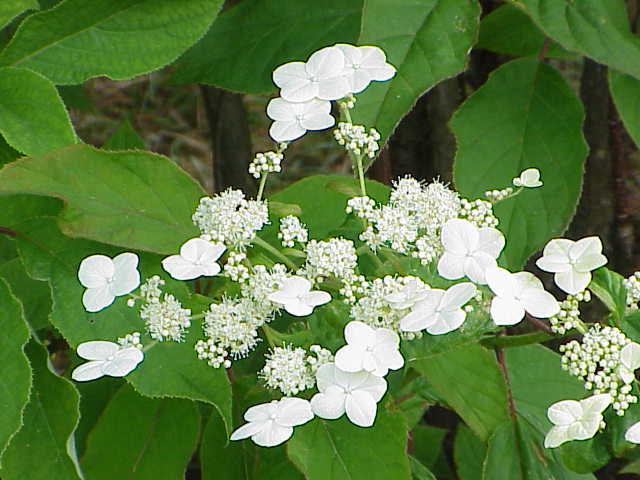
Hydrangea cinerea

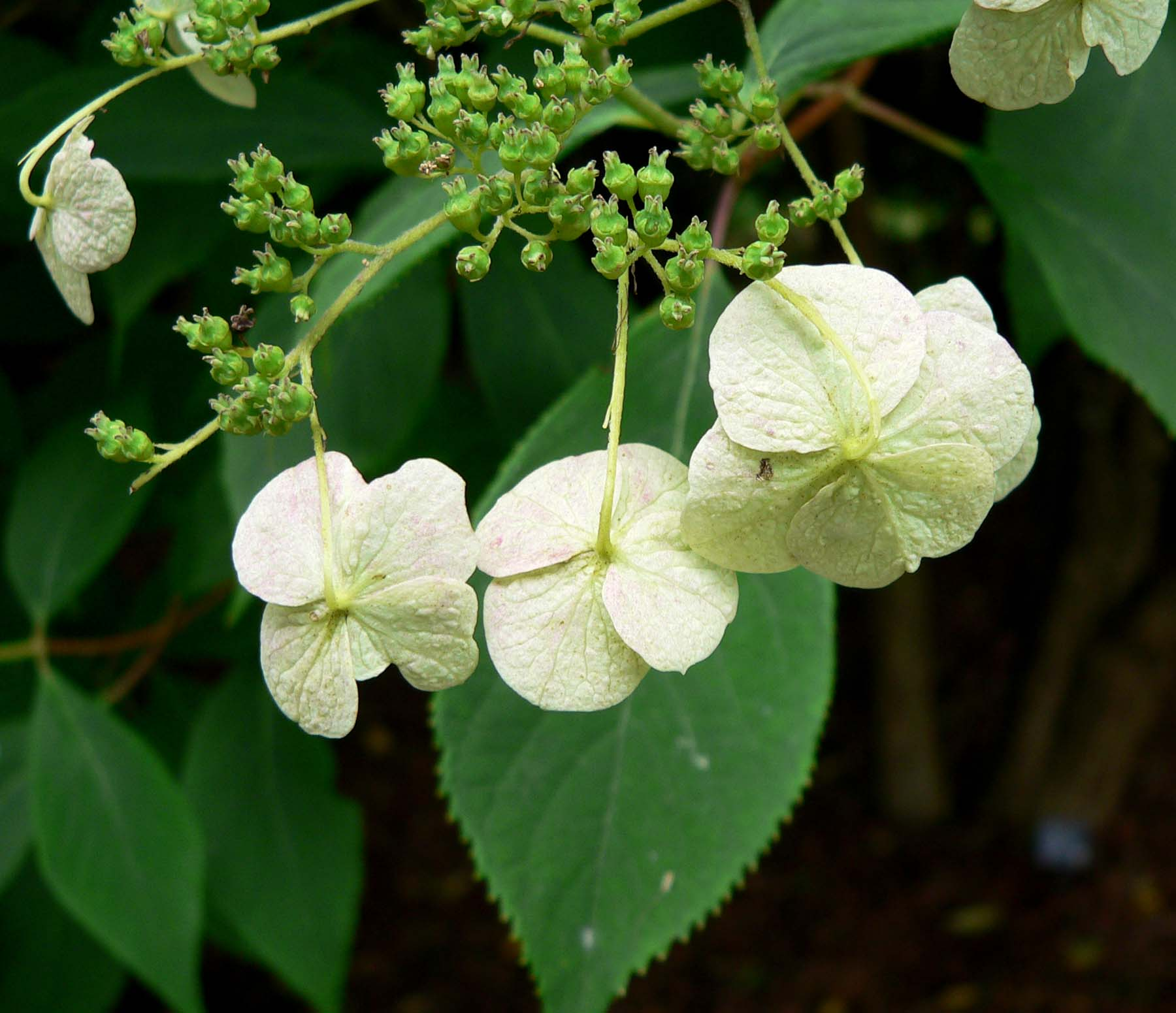
Hydrangea heteromalla

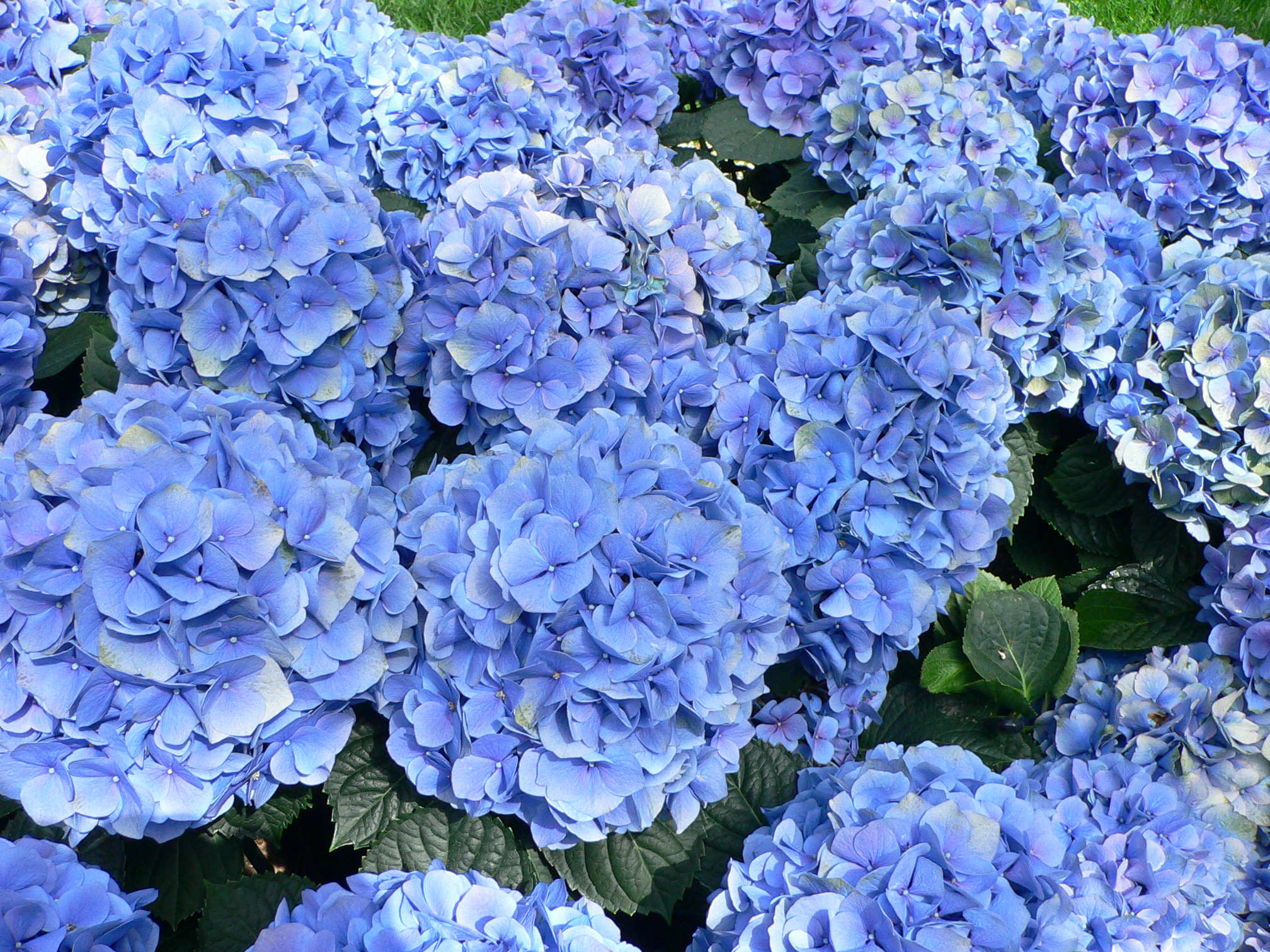
Hydrangea macrophylla

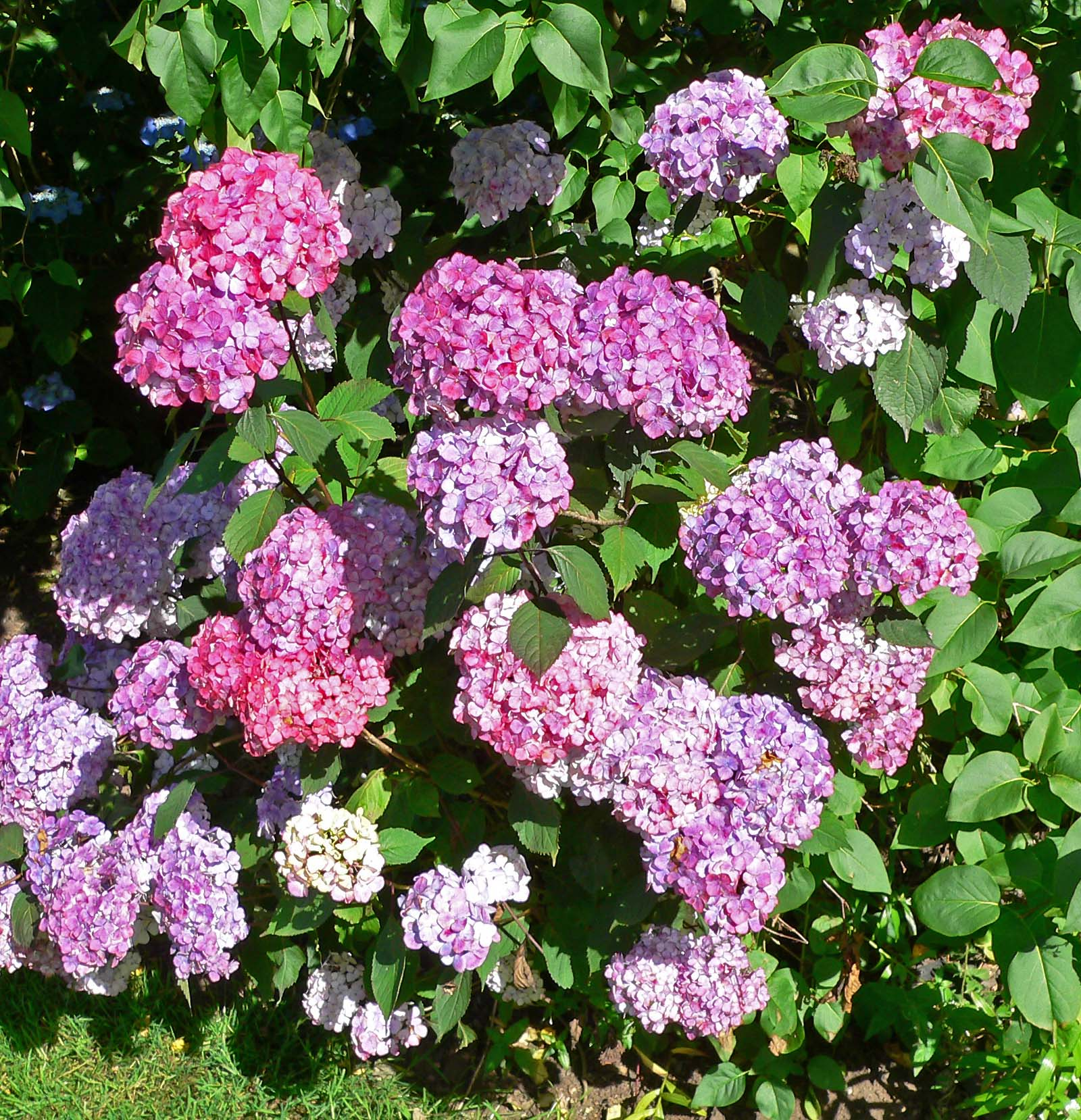
Hydrangea serrata

Il genere comprende le seguenti specie:
- Hydrangea acuminata Siebold & Zucc.
- Hydrangea albostellata Samain, Najarro & E.Martínez
- Hydrangea alternifolia Siebold
- Hydrangea × amagiana Makino
- Hydrangea amamiohsimensis (Koidz.) Y.De Smet & Granados
- Hydrangea ampla (Chun) Y.De Smet & Granados
- Hydrangea anomala D.Don
- Hydrangea arborescens L.
- Hydrangea arguta (Gaudich.) Y.De Smet & Granados
- Hydrangea aspera Buch.-Ham. ex D.Don
- Hydrangea asterolasia Diels
- Hydrangea barbara (L.) Bernd Schulz
- Hydrangea bifida (Maxim.) Y.De Smet & Granados
- Hydrangea bretschneideri Dippel
- Hydrangea caerulea (Stapf) Y.De Smet & Granados
- Hydrangea chinensis Maxim.
- Hydrangea chungii Rehder
- Hydrangea cinerea Small
- Hydrangea coenobialis Chun
- Hydrangea corylifolia (Chun) Y.De Smet & Granados
- Hydrangea crassa (Hand.-Mazz.) Y.De Smet & Granados
- Hydrangea daimingshanensis (Y.C.Wu) Y.De Smet & Granados
- Hydrangea davidii Franch.
- Hydrangea densifolia (C.F.Wei) Y.De Smet & Granados
- Hydrangea diplostemona (Donn.Sm.) Standl.
- Hydrangea fauriei (Hayata) Y.De Smet & Granados
- Hydrangea febrifuga (Lour.) Y.De Smet & Granados
- Hydrangea fistulosa (G.H.Huang & G.Hao) U.B.Deshmukh & M.B.Shende
- Hydrangea glaucescens (Rehder) Y.De Smet & Granados
- Hydrangea gracilis W.T.Wang & M.X.Nie
- Hydrangea heteromalla D.Don
- Hydrangea hirsuta (Gagnep.) Y.De Smet & Granados
- Hydrangea hirta (Thunb.) Siebold
- Hydrangea hwangii J.M.H.Shaw
- Hydrangea hydrangeoides (Siebold & Zucc.) Bernd Schulz
- Hydrangea hypoglauca Rehder
- Hydrangea integrifolia Hayata
- Hydrangea involucrata Siebold
- Hydrangea jelskii Szyszył.
- Hydrangea kawagoeana Koidz.
- Hydrangea kwangsiensis Hu
- Hydrangea kwangtungensis Merr.
- Hydrangea lingii G.Hoo
- Hydrangea linkweiensis Chun
- Hydrangea liukiuensis Nakai
- Hydrangea longifolia Hayata
- Hydrangea longipes Franch.
- Hydrangea luteovenosa Koidz.
- Hydrangea macrocarpa Hand.-Mazz.
- Hydrangea macrophylla (Thunb.) Ser.
- Hydrangea mangshanensis C.F.Wei
- Hydrangea marunoi Tagane & S.Fujii
- Hydrangea mathewsii Briq.
- Hydrangea megalocarpa (Chun) J.M.H.Shaw
- Hydrangea minamitanii (H.Ohba) Yahara
- Hydrangea × mizushimarum H.Ohba
- Hydrangea moellendorffii Hance
- Hydrangea mollissima (Merr.) Y.De Smet & Granados
- Hydrangea nebulicola Nevling & Gómez Pompa
- Hydrangea obtusifolia (Hu) Y.De Smet & Granados
- Hydrangea ofeliae Sodusta & Lumawag
- Hydrangea paniculata Siebold
- Hydrangea peruviana Moric. ex Ser.
- Hydrangea petiolaris Siebold & Zucc.
- Hydrangea platyarguta Y.De Smet & Samain
- Hydrangea preslii Briq.
- Hydrangea quercifolia W.Bartram
- Hydrangea radiata Walter
- Hydrangea robusta Hook.f. & Thomson
- Hydrangea sargentiana Rehder
- Hydrangea scandens (L.f.) Ser.
- Hydrangea schizomollis Y.De Smet & Granados
- Hydrangea seemannii L.Riley
- Hydrangea serrata (Thunb.) Ser.
- Hydrangea serratifolia (Hook. & Arn.) F.Phil.
- Hydrangea sikokiana Maxim.
- Hydrangea steyermarkii Standl.
- Hydrangea strigosa Rehder
- Hydrangea stylosa Hook.f. & Thomson
- Hydrangea taiwaniana Y.C.Liu & F.Y.Lu
- Hydrangea tarapotensis Briq.
- Hydrangea tomentella (Hand.-Mazz.) Y.De Smet & Granados
- Hydrangea × versicolor (Fortune) J.M.H.Shaw
- Hydrangea viburnoides (Hook.f. & Thomson) Y.De Smet & Granados
- Hydrangea wallichii J.M.H.Shaw
- Hydrangea xanthoneura Diels
- Hydrangea yaoshanensis (Y.C.Wu) Y.De Smet & Granados
- Hydrangea × ytiensis (J.M.H.Shaw) J.M.H.Shaw
- Hydrangea yunnanensis Rehder
- Hydrangea zhewanensis P.S.Hsu & X.P.Zhang

## Coltivazione
La coltivazione in piena terra richiede clima fresco durante l'estate, esige terreno di brughiera con aggiunta di terriccio di foglie e sabbia, neutro o acido. L'acidità del terreno influenza il colore dei fiori: il blu indica un terreno più acido (pH < 6). L'ortensia può essere coltivata in vaso, forzandola in serra per la fioritura primaverile.

L'esposizione da preferire è a mezz'ombra con irrigazioni generose e frequenti concimazioni liquide nella stagione calda.

La potatura viene effettuata prima della ripresa vegetativa accorciando drasticamente i rami vecchi e lasciando solo due gemme per ramo in alcune specie, o semplicemente togliendo le vecchie infiorescenze e sfoltendo i rami vecchi.

La moltiplicazione avviene per talea erbacea o legnosa nel periodo di ottobre.

## Avversità
- Abbondanti colonie di afidi della specie Rhopalosiphum dianthi deturpano i giovani getti
- Adulti di Lecanio Eulecanium persicae infestano le parti in ombra della chioma
- Adulti di Eupulvinaria hydrangeae infestano la pagina inferiore delle foglie e i rametti
- Deformazione e ulcerazioni di colore beige sul fusto per anguillulosi causate da Ditylenchus dipsaci
- Macchie bruno-grigiastre su foglie e rami per fillostictosi causata da Phillosticta hydrangeae
- Erosione del lembo fogliare per attacchi di Stasiodis parvulus
- Macchie bruno-grigie sulle foglie e grigio-verdastre sui rami dovute a Ascochyta hydrangeae
- Muffa grigia da Botrytis cinerea
- Oidio sulle foglie e sui fiori per Microsphaera polonica
- Mosaico con arricciamento degli apici, sviluppo stentato e fioritura compromessa per attacchi di virus